# Garçons de la rue Panisperna

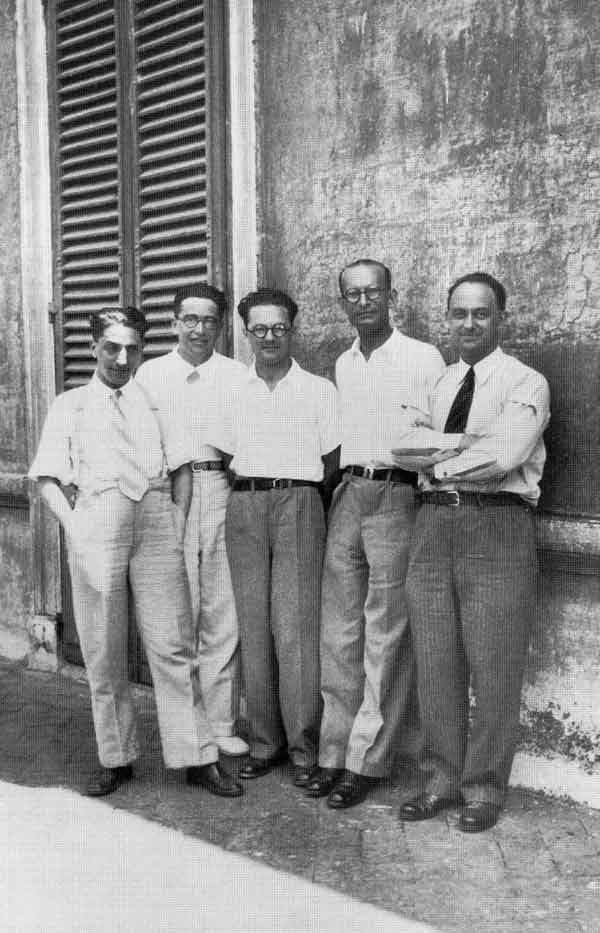
Enrico Fermi et les « garçons de la rue Panisperna » vers 1934. De gauche à droite : Oscar D'Agostino, Emilio Gino Segrè, Edoardo Amaldi, Franco Rasetti et Enrico Fermi.

Les « garçons de la rue Panisperna » (en italien : ragazzi di via Panisperna) est le surnom d'un groupe de jeunes scientifiques dirigé par Enrico Fermi. À Rome, en 1934, ce groupe fait la découverte de neutrons lents qui rendent plus tard possible le réacteur nucléaire, et donc la construction de la première bombe atomique.
Le surnom du groupe provient de l'adresse de l'Institut de physique à l'université de Rome « La Sapienza ». La rue Panisperna (Via Panisperna), une rue du rione de Monti dans le centre-ville de Rome, tient son nom de l'église voisine, l'église San Lorenzo in Panisperna.
Outre Enrico Fermi, les autres membres du groupe sont Edoardo Amaldi,, Oscar D'Agostino, Ugo Fano, Giovanni Gentile (it), Ettore Majorana, Enrico Persico,, Bruno Pontecorvo,, Giulio Racah,, Franco Rasetti,, Emilio Gino Segrè et Gian Carlo Wick. Ils sont tous physiciens, sauf D'Agostino qui est chimiste.

### Filmographie
- I ragazzi di via Panisperna, film italien de Gianni Amelio sorti en 1988.